# Xã Edenville, Michigan
Xã Edenville (tiếng Anh: Edenville Township) là một xã thuộc quận Midland, tiểu bang Michigan, Hoa Kỳ. Năm 2010, dân số của xã này là 2.551 người.